# Christian Fauré
Christian Fauré (* 2. März 1951 in Castillon-Savès) ist ein ehemaliger französischer Radrennfahrer und nationaler Meister im Radsport.

## Sportliche Laufbahn
Fauré war im Straßenradsport aktiv und Teilnehmer der Olympischen Sommerspiele 1980 in Moskau. Im olympischen Straßenrennen belegte er als bester Franzose den 8. Platz. Er begann mit dem Radsport im Verein „Toulouse Cycliste“. 1980 gewann er die nationale Meisterschaft im Straßenrennen der Amateure vor Dominique Celle. Etappensiege holte er in der Tour du Roussillon 1977 und 1978.
Zweiter wurde er im Grand Prix de l’Équipe et du CV 19e (später Paris–Tours Espoirs) 1979 und im  Boucles du Tarn 1980.
Fauré blieb während seiner Zeit als Radrennfahrer Amateur.